# جيمس دنلوب
جيمس دنلوب (بالإنجليزية: James Dunlop)‏ (و. 1793 – 1848 م) هو عالم فلك من أستراليا. ولد في إسكتلندا. كان عضوًا في الجمعية الملكية.
توفي في أستراليا، عن عمر يناهز 55 عاماً.

## جوائز
حصل على جوائز منها:
- Lalande Prize [الإنجليزية]‏ (1835)
- الميدالية الذهبية للجمعية الفلكية الملكية (1828)
- زميل في الجمعية الملكية.